# 藤原宗円
藤原 宗円（ふじわら の そうえん）は、平安時代後期の人物。後に下野国を地盤に活動した宇都宮氏の初代当主と目される。

## 概要
『尊卑分脈』や宇都宮系図などの各種系図上では、藤原氏北家の関白藤原道兼の流れを汲み（道兼流）、道兼の孫である兼房の次男とされる。また、近年の新説として野口実が『中右記』に園城寺（三井寺）の僧侶に「宗円」という僧侶が登場することを指摘した上で、同記を根拠として道兼の弟である藤原道長の流れを汲み、道長の孫である藤原俊家（中御門流）の子で三井寺に入っていたとする説を提示している。園城寺は前九年の役の際に祈祷の功績があったと主張しており、宗円が園城寺出身であるとすればその主張を裏付けることになる。また、建保2年（1214年）に火災で焼失した園城寺と付属の山王神社を再建した際、宇都宮頼綱（系譜では宗円の玄孫にあたる）が山王神社の再建を一手に引き受けており、宇都宮氏と園城寺の特殊な関係性が推測される。
前九年の役の際に河内源氏の源頼義、義家父子に与力し、凶徒調伏などで功績を認められ、康平6年（1063年）に下野国守護職および下野国一宮別当職、宇都宮座主となるが、もともと石山寺（現在の大谷寺との説もある）の座主であったとも言われ、仏法を背景に勢力を拡大したと考えられている。また、延久2年（1070年）に義家が前九年の役などの功績によって下野守に任ぜられており、その時に宗円も宇都宮座主に任ぜられた可能性もある。
宗円は毛野氏の支配下にあったと推測される下野国一宮において、その神職者より上座に座したことが伝えられており、このことから毛野氏の流れを汲む人物（毛野氏への藤原氏の落胤）と推察されているほか、室が益子正隆の娘であったことや、次代の宗綱が八田姓とされる点などから、その勢力は下野国のみならず常陸国西部付近（現在の茨城県下館市付近）にも達しており、芳賀氏、益子氏、八田氏をその勢力下に置いていたと推定されている。
天永2年（1111年）10月18日に没する。
一説に宇都宮城を築城し、城内に天台宗宝錫寺を建立したといわれる。

## 略系図
〈藤原北家道兼流〉説
```
　　　　 
藤原道兼

　　　　  ┣━━━┳━━━┓
　　　　 
兼隆
　　
兼綱
　　
兼信

　　　　  ┃  
　　　　 
兼房

　　　　  ┃  
　　　　 
宗円
（
宇都宮氏
）
```

〈藤原北家道長流〉説
```
　　　　 
藤原道長

　　　　  ┣━━━┳━━━┓
　　　　 
頼宗
　　
頼通
　　
教通

　　　　  ┃  
　　　　 
俊家

　　　　  ┣━━━━━━━┳━━━┓  
　　　　 
宗円
（
宇都宮氏
）
基頼
　　
宗俊
```